# NGC 5651
NGC 5651 — звезда в созвездии Дева.
Этот объект входит в число перечисленных в оригинальной редакции «Нового общего каталога».